# Цветущий
Цвету́щий — посёлок в Промышленновском районе Кемеровской области. Входит в состав Тарабаринского сельского поселения.

## География
Центральная часть населённого пункта расположена на высоте 179 м над уровнем моря.

## Население
| 2010 |
| ---- |
| 146  |

### Половой состав
По данным Всероссийской переписи населения 2010 года, в посёлке Цветущий проживало 146 человек (66 мужчин, 80 женщин).